# 两地书
《两地书》是一部鲁迅与许广平从1925年至1929年的通信集。

## 出版
- 《两地书》1933年青光书局初版。
- 《鲁迅全集》，人民文学出版社 第11卷